# Werner Scheurmann
Werner Scheurmann, švicarski rokometaš, * 27. september 1909, † ?.
Leta 1936 je na poletnih olimpijskih igrah v Berlinu v sestavi švicarske rokometne reprezentance osvojil bronasto olimpijsko medaljo.